# Lehman Brothers
Lehman Brothers var en amerikansk investmentbank som grundades 1850. Huvudkontoret låg i New York.

## Konkursskydd
Banken drabbades av en finansiell kris i september 2008, och natten till 15 september 2008 ansökte den om konkursskydd. Ett internationellt konsortium, bestående av de globala bankerna Bank of America, Barclays, Citibank, Credit Suisse, Deutsche Bank, Goldman Sachs, JP Morgan, Merrill Lynch, Morgan Stanley och UBS, samlades för att förhindra att andra finansinstitut drogs med av Lehman-krisen. Investmentbanken redovisade 639 miljarder dollar i tillgångar och 613 miljarder dollar i skulder när den lämnade in sin konkursansökan till en federal domstol i New York.
Barclay planerades att överta stora delar av Lehman Brothers verksamhet inom investment och kapitalmarknad i Nordamerika. Banken skulle betala 1,75 miljarder dollar för verksamheten som värderats till 72 miljarder dollar. Britternas ordförande Robert Diamond kallade övertagandet för "världens chans för Barclays".
Bankens konkurs bidrog till att ta den rådande finanskollapsen till en ny nivå.